# Glenpool (Oklahoma)
Glenpool es una ciudad ubicada en el condado de Tulsa en el estado estadounidense de Oklahoma. En el año 2010 tenía una población de 10808 habitantes y una densidad poblacional de 448,46 personas por km².

## Geografía
Glenpool se encuentra ubicada en las coordenadas 35°56′58″N 96°0′8″O / 35.94944, -96.00222 (35.949496, -96.002343).

## Demografía
Según la Oficina del Censo en 2000 los ingresos medios por hogar en la localidad eran de $43,209 y los ingresos medios por familia eran $47,093. Los hombres tenían unos ingresos medios de $32,377 frente a los $23,927 para las mujeres. La renta per cápita para la localidad era de $16,868. Alrededor del 6.4% de la población estaban por debajo del umbral de pobreza.